# Lorenzo Casini
Lorenzo Casini (Roma, 1º marzo 1976) è un manager, funzionario e giurista italiano, è stato presidente della Lega Serie A in sostituzione di Paolo Dal Pino dall'11 marzo 2022 fino al 20 dicembre 2024, succeduto da Ezio Simonelli..
Dopo essersi laureato in giurisprudenza, diviene professore ordinario di diritto amministrativo presso la Scuola IMT Alti Studi di Lucca. Successivamente viene nominato capo di Gabinetto del Ministero della cultura. Dal 2014 al 2019 ha fatto parte della terza sezione del Collegio di Garanzia dello Sport.
Il 25 Giugno 2024 è stato eletto Rettore della Scuola IMT Alti Studi di Lucca, con decorrenza dal 1º Novembre 2024.